# András Kállay-Saunders
András Kállay-Saunders (ungersk form: Kállay-Saunders András) även känd som Kállay Saunders, född 28 januari 1985 i New York, är en amerikansk-ungersk artist, låtskrivare och skivproducent. Han representerade Ungern i Eurovision Song Contest 2014 med låten "Running" och fick landets näst bästa placering någonsin (i en final), en femte plats (1994 blev de fyra.)

## Karriär
Kállay-Saunders föddes 1985 i New York i USA till den ungerska modellen Katalin Kállay och den amerikanske soulsångaren och producenten Fernando Saunders.
2011 besökte Kállay-Saunders Ungern då hans mormor blivit sjuk. Under samma period upptäckte han en TV-reklam för den ungerska talangshowen Megasztár, vilken han sökte till. Kállay-Saunders tog sig till tävlingen och lyckades sluta fyra och skrev därefter ett skivkontrakt med Universal samt flyttade permanent till Ungern.
2012 deltog Kállay-Saunders i Ungerns uttagning till Eurovision Song Contest 2012, A Dal. Han deltog med låten "I Love You" men slogs ut i tävlingens semifinal.
Året därpå deltog András återigen i A Dal för att försöka få representera Ungern i Eurovision Song Contest 2013 i Malmö. Han var juryns stora favorit men snubblade på målsnöret och slutade tvåa i finalen, vinnare blev tittarnas favorit ByeAlex och Kedvesem. András låt hette detta år "My Baby".
2014 deltog han för tredje gången i Ungerns uttagning till Eurovision, A Dal med låten "Running". Han tog sig vidare från den första semifinalen till tävlingens final. Finalen vann han före Bogi med en marginal på 4 poäng. Han kom därmed att representera Ungern i Eurovision Song Contest 2014 i Köpenhamn, Danmark. András och "Running" tillhörde storfavoriterna och slutade trea i semifinalen, vilket gjorde att de kvalificerade vidare till finalen där de hamnade på femte plats, vilket är Ungerns andra topp-fem placering.

## Diskografi
Singlar
- 2011 – "Csak Beled"
- 2012 – "I Love You"
- 2012 – "Tonight" (med Rebstar)
- 2013 – "My Baby"
- 2013 – "Play My Song" (med Rebstar)
- 2014 – "Running"